# Phormión
Phormión (Kr. e. 3. század) görög filozófus
A peripatetikus filozófia követője volt, Hannibalt mint valami iskolás gyereket akarta megtanítani a hadi mesterségekre. Neve később jelzővé vált: phormiónésznek nevezték azokat, akik olyasmiről beszéltek, amihez nem értenek. Cicero tesz említést róla.